# Мейфілд (Канзас)
Мейфілд (англ. Mayfield) — місто (англ. city) в США, в окрузі Самнер штату Канзас. Населення — 75 осіб (2020).

## Географія
Мейфілд розташований за координатами 37°15′46″ пн. ш. 97°32′46″ зх. д. / 37.26278° пн. ш. 97.54611° зх. д. (37.262672, -97.546211).  За даними Бюро перепису населення США в 2010 році місто мало площу 0,27 км², уся площа — суходіл. В 2017 році площа становила 0,77 км², уся площа — суходіл.

## Демографія
Згідно з переписом 2010 року, у місті мешкало 113 осіб у 45 домогосподарствах у складі 34 родин. Густота населення становила 416 осіб/км².  Було 55 помешкань (202/км²).
Расовий склад населення:
| - 99,1 % — білих - 0,9 % — азіатів |

До двох чи більше рас належало 0,0 %. Частка іспаномовних становила 1,8 % від усіх жителів.
За віковим діапазоном населення розподілялося таким чином: 27,4 % — особи молодші 18 років, 54,0 % — особи у віці 18—64 років, 18,6 % — особи у віці 65 років та старші. Медіана віку мешканця становила 42,8 року. На 100 осіб жіночої статі у місті припадало 73,8 чоловіків;  на 100 жінок у віці від 18 років та старших — 90,7 чоловіків також старших 18 років.
Середній дохід на одне домашнє господарство  становив 45 325 доларів США (медіана — 38 333), а середній дохід на одну сім'ю — 50 437 доларів (медіана — 39 583). Медіана доходів становила 38 750 доларів для чоловіків та 33 750 доларів для жінок. За межею бідності перебувало 9,6 % осіб, у тому числі 6,5 % дітей у віці до 18 років та 9,5 % осіб у віці 65 років та старших.
Цивільне працевлаштоване населення становило 33 особи. Основні галузі зайнятості: освіта, охорона здоров'я та соціальна допомога — 27,3 %, будівництво — 18,2 %, транспорт — 15,2 %.